# Robert Pandraud
Robert Pandraud (Puy-en-Velay, 16 oktober 1928 - Suresnes, 18 februari 2010) was een Frans politicus voor de UMP.
Pandraud was een gediplomeerde van de École nationale d'administration (ENA) (1953) en werd secretaris-generaal van Hauts-de-Seine. Vervolgens maakte hij carrière bij de nationale veiligheidsdiensten en bij het ministerie van binnenlandse zaken. In 1983-1986 was Pandraud kabinetschef van de burgemeester van Parijs, Jacques Chirac.
Van 1986 tot 1988 was hij gedelegeerd minister bij de minister van binnenlandse zaken, belast met de binnenlandse veiligheid. Hij was van 1988 tot 2002 volksvertegenwoordiger voor de RPR. 

## Mandaten
- 20/03/1986 - 10/05/1988: gedelegeerd minister  bij de minister van binnenlandse zaken, belast met de binnenlandse veiligheid
- 13/06/1988 - 01/04/1993: volksvertegenwoordiger
- 23/03/1992 - 15/03/1998: lid van de regionale raad van Île-de-France
- 02/04/1993 - 21/04/1997: volksvertegenwoordiger
- 01/06/1997 - 18/06/2002: volksvertegenwoordiger

- Bibliothèque nationale de France: cb12040184d (data)
- Gemeinsame Normdatei: 171396413
- International Standard Name Identifier: 0000 0000 0001 434X
- Système universitaire de documentation: 028598407
- Virtual International Authority File: 34474408
- WorldCat: E39PBJdh3WmwXjTtTtVFhGQjG3